# Antonio Fayenz
Antonio Fayenz (Padua, Provincia de Padua, Italia, 2 de noviembre de 1899 - Padua, Provincia de Padua, Italia, 16 de agosto de 1980) fue un futbolista italiano. Se desempeñaba en la posición de centrocampista.

## Selección nacional
Fue internacional con la selección de fútbol de Italia en 4 ocasiones. Debutó el 22 de marzo de 1925, en un encuentro amistoso ante la selección de Francia que finalizó con marcador de 7-0 a favor de los italianos. Participó en los Juegos Olímpicos de París 1924.

## Clubes
| Club           | País   | Año         |
| -------------- | ------ | ----------- |
| Calcio Padova  | Italia | 1919 - 1929 |
| Bassano Virtus | Italia | 1930 - 1931 |